# Lista de prêmios e indicações recebidos por Ayumi Hamasaki
Lista de prêmios, recordes e rankings da cantora japonesa Ayumi Hamasaki.

## Prêmios
| Ano  | Prêmios |
| ---- | --- |
| 1998 | - Japan Gold Disc Awards- Best New Artist (1998) - Japan Gold Disc Awards- Pop Album of the Year—A Song for XX |
| 1999 | - All Japan Request Awards- Grand Prix |
| 2000 | - Japan Gold Disc Awards- Pop Album of the Year—LOVEppears - Japan Gold Disc Awards- Single of the Year—A - The Japan Record Awards- Best Album-Duty - The Japan Record Awards- Gold Prize—SEASONS - Japan Nailist Association- Nail Queen |
| 2001 | - MTV JAPAN Video Music Awards- Best Female Artist - Japan Gold Disc Awards - Japan Gold Disc Awards- Song of the Year—M - Japan Gold Disc Awards- Song of the Year—SEASONS - Japan Gold Disc Awards- Pop Album of the Year—Duty - Japan Gold Disc Awards- Artist of the Year - Japan Cable Award- Grand Prix - The Japan Record Awards- Gold Prize—Dearest - The Japan Record Awards- The Award—Dearest - MTV World Music Awards- Best Japanese Pop/Rock Artist - MTV World Music Awards- World's Best-Selling Asian Artist - Japan Nailist Association - Nail Queen - Un-sorted - Barbie Award - Best Jeanist Association- Best Jeanist of the year - 130 million people choose best artist award - Best artist |
| 2002 | - MTV ASIA Awards- Best Female Artist Award - MTV ASIA Awards- Most Influential Japanese Artist In Asia (special award) - Japan Gold Disc Awards- Pop Album of the Year—A Best - Japan Gold Disc Awards- Pop Album of the Year—I am… - Japan Gold Disc Awards- Artist of the Year - Japan Cable Award- Grand Prix - The Japan Record Awards- Gold Prize—Voyage - The Japan Record Awards- The Award—Voyage - All Japan Request Awards- Grand Prix - Japan Nailist Association - Nail Queen - 130 million people choose best artist award - Best artist - Best Jeanist Association- Best Jeanist of the year - Un-sorted- All Japan Request Award |
| 2003 | - MTV JAPAN Video Music Awards- Best Female Video—Because of You - MTV JAPAN Video Music Awards- Best Pop Video—No way to say - MTV JAPAN Video Music Awards- Best Live Performance Presented by ASAHI SUPER DRY - Japan Gold Disc Awards- Song of the Year—Free&Easy - Japan Gold Disc Awards- Song of the Year—H - Japan Gold Disc Awards- Song of the Year—Voyage - Japan Gold Disc Awards- Rock/Pop Album of the Year—A Ballads - Japan Gold Disc Awards- Rock/Pop Album of the Year -- & - Japan Gold Disc Awards- Rock/Pop Album of the Year—Memorial address - Japan Gold Disc Awards- Artist of the Year - The Japan Record Awards- Gold Prize—No way to say - The Japan Record Awards- The Award—No way to say - 130 million people choose best artist award - Best artist - All Japan Request Awards- Grand Prix - MTV World Music Awards- Best Japanese Pop/Rock Artist - Oricon Chart Awards- Best Selling Album Title Award - Oricon Chart Awards- Best Hit Award - Best Jeanist Association- Best Jeanist of the year |
| 2004 | - HITO Awards Taiwan - Best foreign Artist - HITO Awards Japan - Moments - 130 million people choose best artist award - Best artist - Best Jeanist Association- Best Jeanist of the year |
| 2005 | - Best Jeanist-Best Jeanist - Now on Hall of Fame for winning best Jeanist 5 times. - World Music Awards- Best Selling Japanese Artist - 2005 - 130 million people choose best artist award - Best artist - HITO Awards Taiwan - Best foreign Artist - HITO Awards Japan - my name's WOMEN - Unsorted- Best Artist Selling Japanese Artist Awards (Worldwide Award) |
| 2006 | - Rank 2nd Total Female Artist Album Sales - Rank 1st Total Female Artist Single Sales (more than 20,000,000 single copies) - Oricon Awards - Hat Beauty - Oricon Awards - Summer Fashion Beauty - Oricon Awards - Best Autumn Hairstyle - Oricon Awards - Best Skin - Musicnet Awards - Best Artist - Musicnet Awards - Best Album (miss) understood) - Musicnet Awards - Best Single (HEAVEN) - Musicnet Awards - Best Concert Video (Arena Tour 2005 ~MY STORY~) - CDTV Awards - My Fashion Leader |
| 2007 | - 4th Best Selling Japanese Artist in history - Best Selling Japanese Female Artist in history - First female solo artist in 36 years who have simultaneously occupied the top two positions at the album chart - Record: Best Selling Female & Solo Japanese Artist in history - Japan Gold Disc Awards - Rock/Pop Album of the Year - ((Miss)understood, Secret) - Japan Gold Disc Awards - Million Sales Album Artist Card - (miss)understood - RTHK International Pop Awards - Best Japanese Song of the Year - Secret - Hito Awards Taiwan – Best foreign Artist of 2007 - 130 million people choose best artist award – Best artist (2007) - Second Best Selling Artist of 2007 - Highest Earning Female Celebrity of 2007 - Asian MUSIC eXtreme Awards 2007 - 2007 Best Asian female single artist - Second highest grossing artist of the year |
| 2008 | - Record: Only female and solo artist with 30 number-one singles - Record: Only female and solo artist with 40 TOP 10 singles - Record: Artist with most #1 singles within consecutive years (10). - MTV Student Voice Awards - Best Female Artist - MNET km Music Festival Korea - Best Pop Artist （Asia） - MNET km Music Festival Korea - Best Concert DVD (Ayumi Hamasaki - ASIA tour 2007) （Asia）, - Musicnet Awards – Best Artist - Musicnet Awards – Best Album (A Best 2 [White/Black] - Musicnet Awards – Best Single (talkin' 2 myself) - Musicnet Awards – Best Concert Video (Asia Tour 2007 A: Tour of Secret) - Hito Awards Taiwan – Best foreign Artist - Best International Female Artist, YAHOO! Hong Kong Buzz Music Awards - Highest Earning Female Celebrity of 2008 - 130 million people choose best artist award – Best artist (2008) - Second highest grossing artist of the year |
| 2009 | - Jstation Music Awards: Best Video: "Rule" - French J-Awards: Best "Best of" Album of 2008: A Complete ~All Singles~ - French J-Awards: Most wanted Japanese artist in France for 2009 - Japan Gold Disc Awards - Rock/Pop Album of the Year - A Complete ~All Singles~ - First artist to have at least one album debut at #1 for 11 consecutive years. - First female artist to have a photobook on the Oricon Book Chart. - Only Japanese artist to have three music videos included in the list of the world's most expensive music videos. - Double Platinum RIAJ for her's 10th studio album NEXT LEVEL |
| 2010 | - Green Globe Film Awards - Melhor Artista Asiática de 2009-2010. - A cantora mais influente no Japão - Está entre as 26 pessoas mais influentes do Japão - A revista Forbes elegeu: A cantora mais rica de todos os tempos da Ásia (#7 no Mundo), com uma fortuna estimada de 400 milhões dólares - 4º artista que mais vendeu discos no Japão de todos os tempos. - Recordista de singles em 1º lugar consecutivamente na Oricon, com 25 single em lugar na Oricon. - J-Station Music Awards – Melhor artista Feminino - J-Station Music Awards – Melhor Álbum Pop: “Rock´n´Roll Circus” - J-Station Music Awards – Melhor Clipe: “Microphone” - J-Station Music Awards – Melhor Clipe de Mini-Drama: “Blossom” - J-Station Music Awards – Melhor Colaboração: “Dream ON” – URATA NAOYA feat. ayumi hamasaki |